# Takatsukasa Kanetada
Takatsukasa Kanetada (鷹司 兼忠?   1262 – 1301) fue un kugyō (cortesano japonés de clase alta) que vivió durante la era Kamakura. Fue miembro de la familia Takatsukasa (derivado del clan Fujiwara) e hijo de Takatsukasa Kanehira.
Se convirtió en cortesano de clase alta con el rango jusanmi en 1272, y nombrado gonchūnagon en 1273. 
En 1288 fue nombrado naidaijin y fue promovido al rango juichii. Posteriormente fue ascendido como udaijin y nombrado tutor imperial (tōgū no fu). En 1292 fue ascendido a sadaijin. Fue nombrado kanpaku (regente) del Emperador Fushimi desde 1296 hasta la muerte del emperador en 1298. Luego, fungió como sesshō (regente) del joven Emperador Go-Fushimi por unos meses en 1298.
En 1301 renunció a su vida como cortesano y se convirtió en monje budista (shukke), falleciendo dos días después. Tuvo como hijos al regente Takatsukasa Fuyuhira y a los cortesanos Takatsukasa Fuyutsune, Takatsukasa Kanefuyu y Takatsukasa Motonori.